# Градицци, Пьетро
Пьетро Градицци (итал. Pietro Gradizzi; ок. 1700 г., Верона — ок. 1770 г., Венеция) — живописец-декоратор венецианской школы XVIII века, рисовальщик и гравёр, представитель стиля позднего барокко и раннего рококо, мастер театральных декораций и фресок.

## Биография
Биографических сведений о художнике сохранилось немного. Известно, что около 1725 года он переехал из Вероны в Венецию и с 1726 по 1744 год состоял в местном братстве живописцев (fraglia dei pittori). В Венеции он писал алтарные картины и фрески, а также работал книжным иллюстратором.
В конце 1740 года переехал в Ровиго (Венето). В 1752 году Пьетро Градицци был приглашён в Россию на работу при Императорском дворе в Санкт-Петербурге, где жил и успешно трудился до весны 1762 года. По возвращении в Венецию 14 января 1763 года был избран профессором Академии изящных искусств. Поздние работы Градицци в Венеции неизвестны; и дата его смерти не определена. Вероятно, он умер в Венеции около 1770 года, как считает большинство учёных; известия о его возвращении в Россию в 70-х годах и о его смерти там около 1780 года не подтверждаются ни документами русских архивов, ни библиографией.
Его сын Франческо Алоизо Градицци (Francesco Aloiso Gradizzi) родился в 1729 году в Венеции и учился живописи у отца, с которым он приехал в Санкт-Петербург в 1752 году и сотрудничал до 1759 года, помогая ему в росписи потолков и в создании театральных декораций. В 1758 году Франческо Алоизо был приглашён преподавать в Императорскую Академию художеств вместо скончавшегося Иоганна Элиаса Гриммеля. Большую часть жизни провёл в Санкт-Петербурге. Здесь он женился в сентябре 1759 года на Розе Мартелли, дочери скульптора Алессандро. В 1792 году его сменил в должности декоратора Императорских театров Пьетро Гонзаго. Градицци Младший умер в Санкт-Петербурге, в возрасте шестидесяти четырёх лет, 18 мая 1793 года.

## Деятельность Пьетро и Франческо Градицци в России
В 1752 году Пьетро Градицци, призванный на работу при Императорском дворе в Санкт-Петербурге с контрактом, предусматривавшим жалованье в 1500 рублей в год, переехал в Россию вместе с сыном и помощником Франческо Алоизо. Здесь он пробыл десять лет, и это был самый плодотворный период его деятельности. По прибытии ему было поручено расписать два потолка в только что построенной галерее и в первом вестибюле Большого дворца в Царском Селе, императорской летней резиденции, в 20 км к югу от столицы. Но в марте 1753 года Градицци было приказано отправиться с сыном в Санкт-Петербург для росписи плафона в вестибюле Зимнего дворца. В сентябре 1754 года императрица Елизавета Петровна приказала Градицци и Антонио Перезинотти снова заняться работами для Большого дворца в Царском Селе. Эти ранние произведения художника не дошли до нашего времени.
С 1759 года Пьетро Градицци трудился в качестве театрального декоратора при «малом дворе», в резиденции Великого князя Петра Фёдоровича в Ораниенбауме. В 1760 году Градицци написал декорации к постановке оперы «Семирамида» В. Манфредини; в 1761 году — декорации к балету Старцера «Прометео и Пандора». После смерти Джузеппе Валериани его преемником на должность первого театрального и архитектурного живописца указом императора Петра III в апреле 1762 года был назначен сын Пьетро — Франческо Алоизо Градицци с годовым окладом в 1500 рублей.
Пьетро Градицци Старший был занят монументально-декоративными росписями. В феврале 1755 года Строительная контора поручила Градицци, Доменико и Джузеппе Валериани расписать потолок галереи Летнего дворца в Санкт-Петербурге. В апреле 1755 года придворный архитектор Бартоломео Франческо Растрелли поручил Пьетро Градицци расписать ещё один потолок в Большом дворце Царского Села. В августе следующего года Градицци получил заказ на роспись других плафонов в помещениях нового Зимнего дворца, работая вместе с А. Перезинотти, Дж. Валериани, Ф. Фонтебассо, К. Дзукки и другими итальянцами.
Градицци привлёк к работе двух помощников: Гаврила Козлова и Ивана Бельского, которые станут известными в России живописцами.
Одновременно с украшением потолков Пьетро Градицци вместе с сыном Франческо занимался театрально-декорационными работами для спектаклей, устраиваемых в старом Летнем дворце и Зимнем дворце. После отъезда отца в Италию в январе 1763 года Франческо Алоизо по-прежнему работал над украшением императорских дворцов. В 1762 году он взялся расписать для нового Зимнего дворца двадцать десюдепортов, выезжал в Москву для оформления коронации Екатерины II.
В августе 1763 года по предложению Якоба Штелина Франческо Алоизо был допущен к преподаванию в Академии художеств при Императорской Академии наук. По договору он должен был два раза в неделю ездить в Академию и учить учеников и подмастерьев рисунку и живописи. Он также занимал должность первого живописца, архитектора и театрального инженера Его Императорского Величества в течение тридцати лет, и эта деятельность занимала у него много времени.
Франческо Алоизо Градицци большую часть жизни провёл в Санкт-Петербурге. На протяжении сорока лет он оформил более пятидесяти придворных спектаклей. Эскизы театральных декораций и праздничных фейерверков Франческо Градицци, выполненных сепией с белилами пером и кистью, хранятся в Санкт-Петербургском Эрмитаже, куда они поступили в 1925 году из собрания Н. Б. Юсупова, бывшего в 1791—1796 годах директором Императорских театров.